# 埃倫冰川
78°13′S 84°30′W / 78.217°S 84.500°W

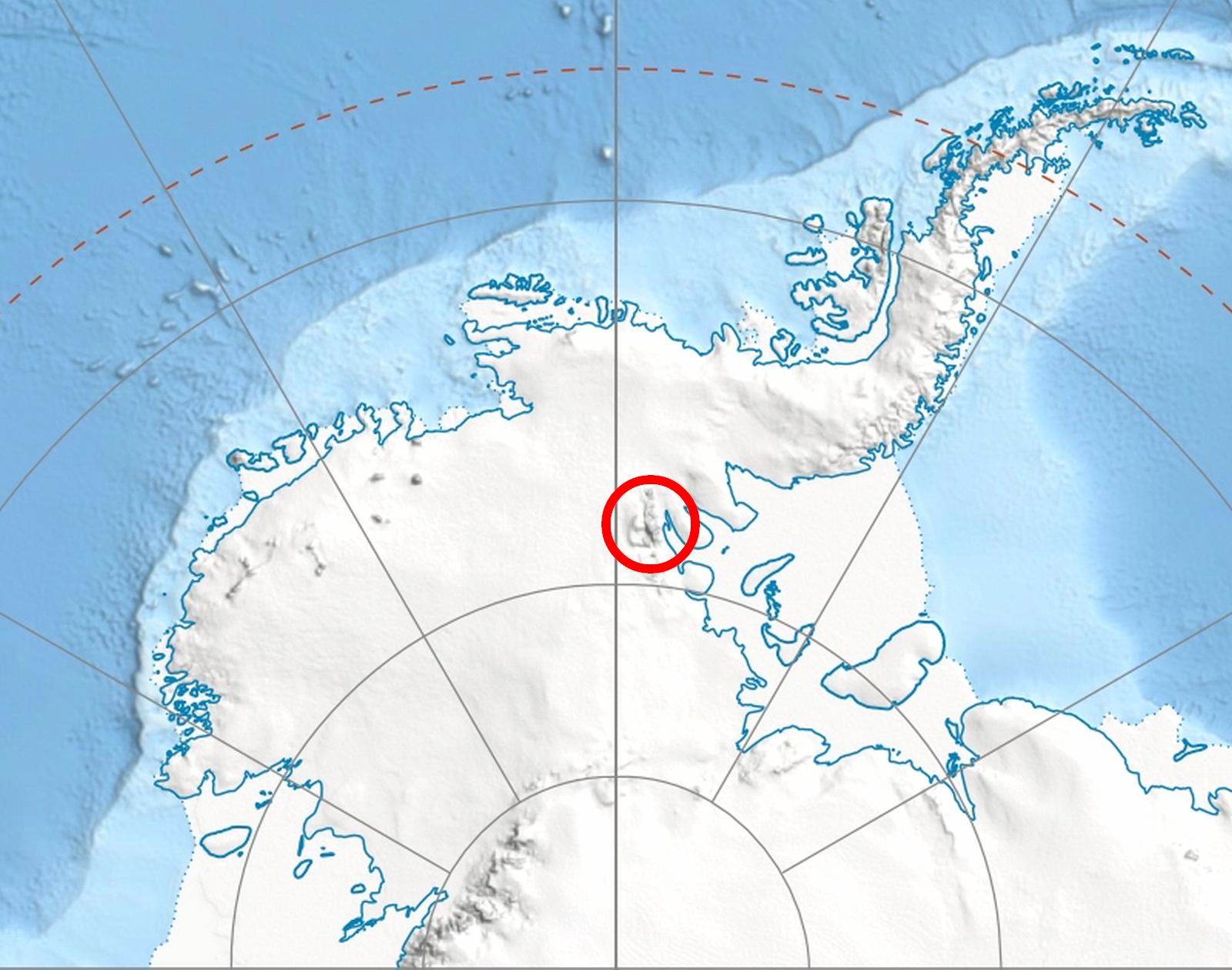

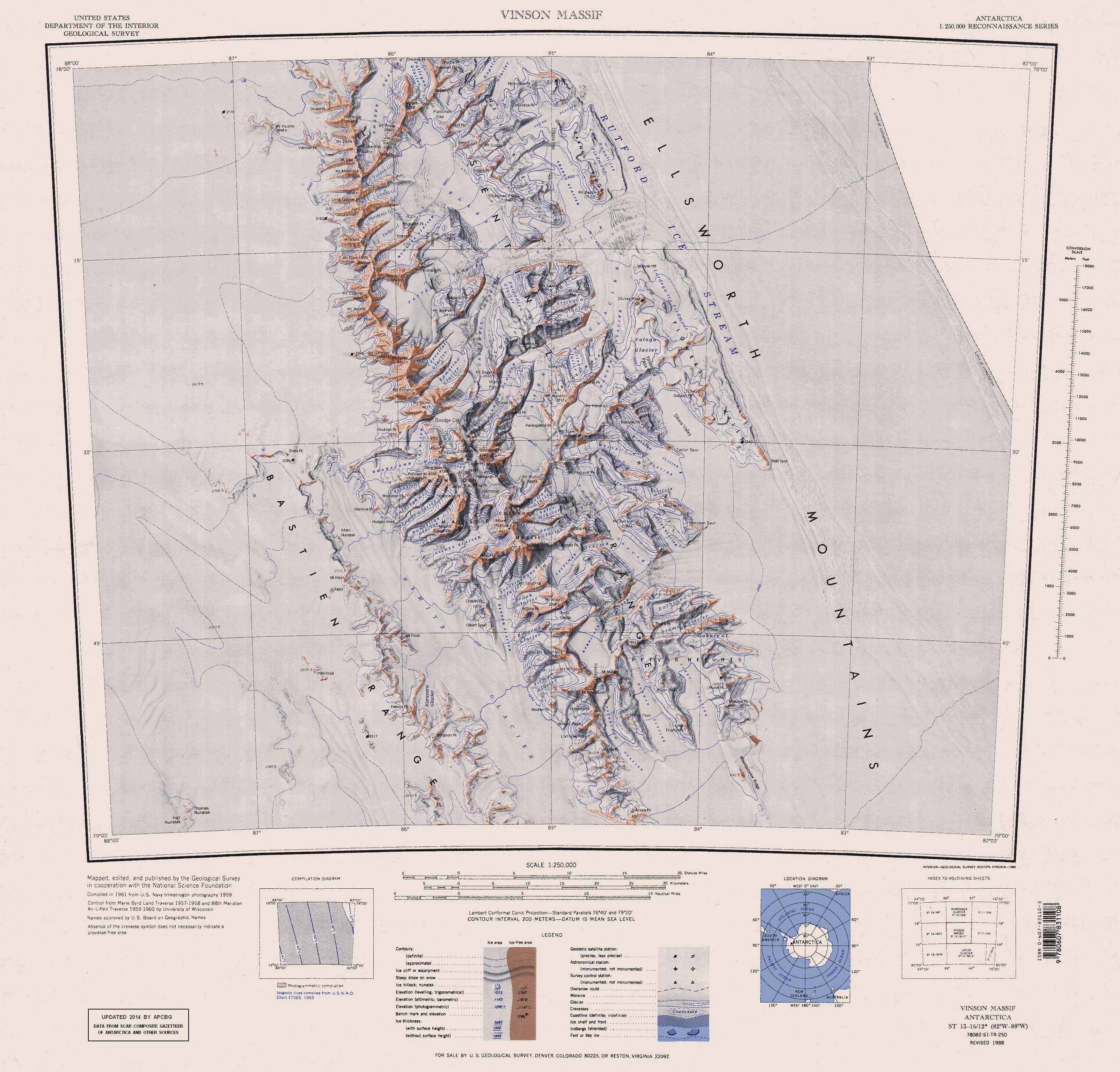

埃倫冰川是南極洲的冰川，位於埃爾斯沃思地，處於埃爾斯沃思山脈的森蒂納爾嶺，根據美國地質調查局的測量和美國海軍的空中照片被繪入地圖。